# Carlos Amaro

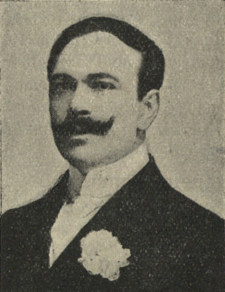
Carlos Amaro de Miranda e Silva

Carlos Amaro de Miranda e Silva (Chamusca, Chamusca, 22 de Agosto de 1879 — Lisboa, 8 de Julho de 1946) poeta, dramaturgo, jornalista e político republicano português.
Fez o curso liceal em Santarém, frequentando seguidamente a Escola de Agronomia de Lisboa, curso que foi forçado a abandonar em 1896, por ter sido preso na cadeia do Limoeiro, com outros estudantes republicanos, por motivos políticos. Mais tarde, vem a matricular-se na Faculdade de Direito da Universidade de Coimbra, onde conclui o curso em 1907. Foi um dos fundadores do Clube dos Estudantes Republicanos José Falcão, de que foi também presidente. Fundou e colaborou no jornal académico A Pátria, que se publicava em Coimbra.
Posteriormente, fixa-se em Lisboa tomando parte activa na divulgação das ideias republicanas. Proclamada a República, é eleito deputado às Constituintes. Veio a ser militante do Partido Unionista.
Colaborou em diversos jornais, entre os quais, A republica portugueza (1910-1911), A Luta, República e Capital, sendo a sua última colaboração conhecida, no Diário de Lisboa, usando o pseudónimo de Frei Carlos. Também se encontra colaboração da sua autoria na revista Contemporânea [1915]-1926. Considerado poeta delicado, escreveu Castelos em Espanha, ensaio, e as peças Cena Antiga e Entre Dois Beijos, representada em Coimbra, São João subiu ao Trono, em três actos, representada em Lisboa e Cabra Cega, estreada em Setembro de 1935. Desempenhou o lugar de Conservador do Registo Civil do 3º Bairro de Lisboa. Foi ainda crítico de Arte e de Teatro e colaborador da Grande Enciclopédia Portuguesa e Brasileira.